# Джейкоб Еплбаум

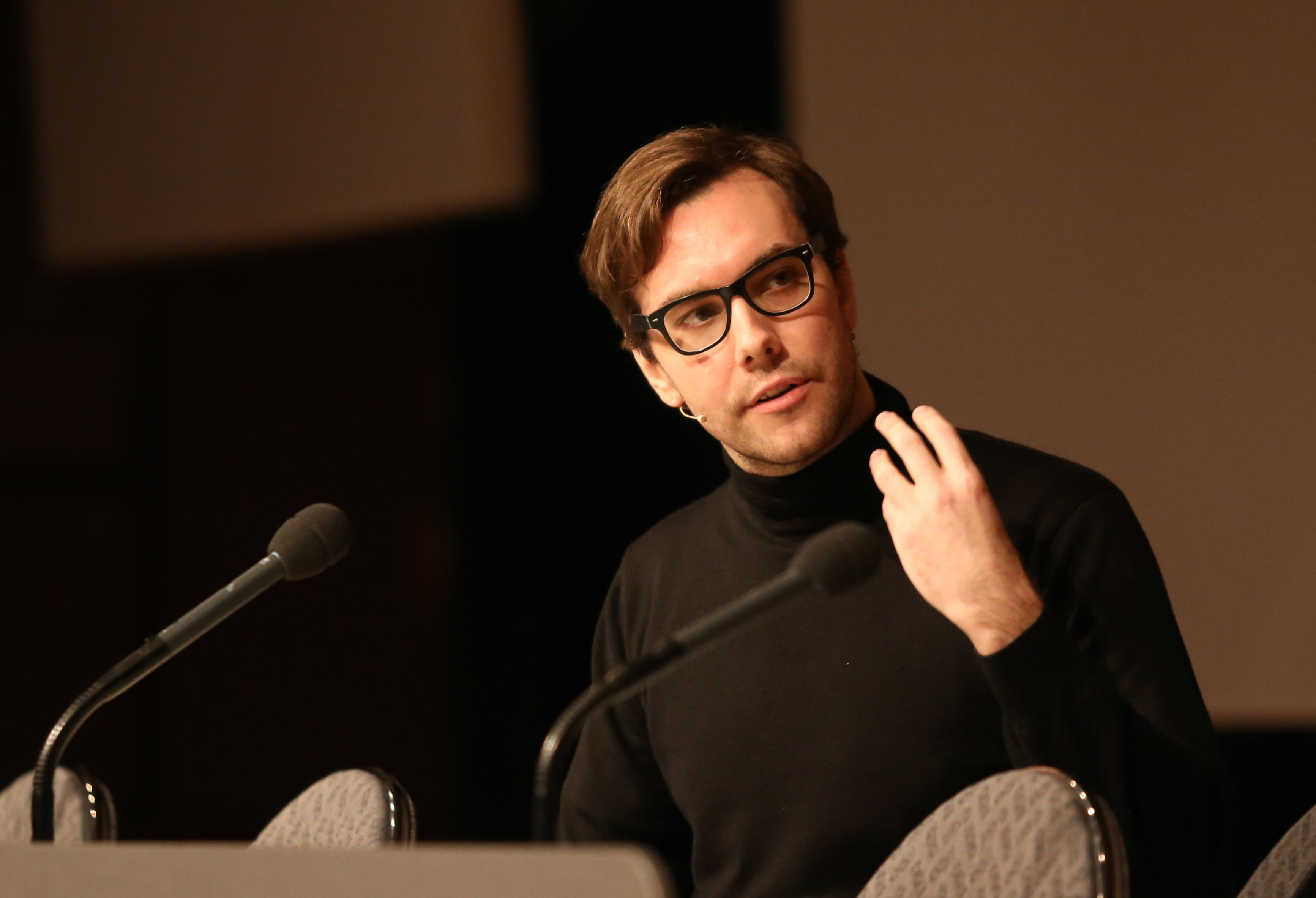
Джейкоб Еплбаум на 30C3 у Гамбурзі (2013).

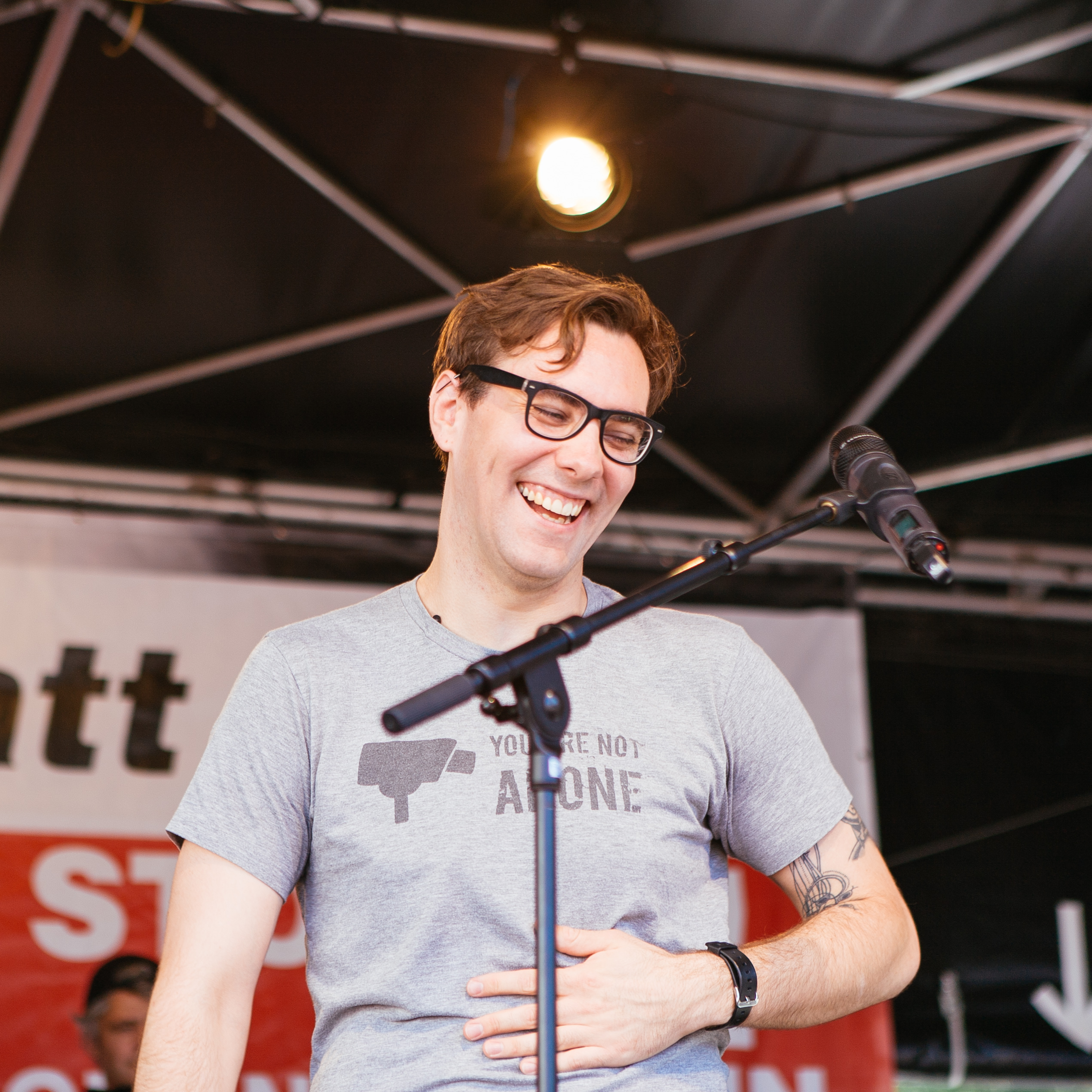
Еплбаум виступає на протестному марші Freiheit statt Angst («Свобода, не страх») у Берліні (2013).

Джейкоб Еплбаум (англ. Jacob Appelbaum; * 1983) — американський незалежний журналіст, дослідник комп'ютерної безпеки і хакер. Працює на Вашингтонський університет, є ключовим учасником Проекту Tor, мережі вільного програмного забезпечення. Еплбаум представляв WikiLeaks на конференції HOPE у 2010 році. Згодом неодноразово затримуваний правоохоронними органами з вилученням ноутбука і телефонів.
Проживає у Берліні, робить великий внесок як журналіст у публікацію документів, відкритих Едвардом Сноуденом у червні 2013 року.

## Біографія
Тітка забрала Джейкоба від неблагополучних батьків, коли йому було 6 років. Через два роки його забрали до дитячого будинку у Сономі, але ще через два його батькові дали право опікунства. З комп'ютерним програмуванням його познайомив батько товариша, і за словами Джейкоба, це врятувало його життя. «Інтернет — єдина причина, чому я живий».
У 2005 році Еплбаум двічі виступив на 22nd Chaos Communication Congress, з доповідями Personal Experiences: Bringing Technology and New Media to Disaster Areas, та A Discussion About Modern Disk Encryption Systems. Перша стосувалася його подорожей до Іраку, встановлення супутникового інтернету в Курдистані, відвідання Нового Орлеану після урагану Катріна. У другій він говорить про правові і технічні аспекти повного шифрування диску. На 23 Конгресі у 2006 році спільно з Ральфом-Філіпом Вайнманном він виступив на тему Unlocking FileVault: An Analysis of Apple's Encrypted Disk Storage System. Разом вони згодом випустили вільну програму VileFault, яка зламала безпеку FileVault компанії Apple.
Еплбаум також співпрацював у деяких інших дослідницьких проектах, у тому числі «cold boot attack», SSL сертифікацією ключів та smart parking meters.
Разом з Джуліаном Ассанжем з'явився у 8 і 9 епізодах телепрограми World Tomorrow, «Кіберпанки».
Зробив внесок у книжку Джуліана Ассанжа Cypherpunks: Freedom and the Future of the Internet (2012), разом з Енді Мюллер-Магуном та Ієремією Ціммерманном.
У серпні 2013 року Еплбаум виступив від імені Едварда Сноудена на отриманні дворічної Премії інформатора від групи громадських організацій у Берлін-Бранденбурзькій академії наук.
У вересні 2013 року він свідчив у Європейському парламенті, згадавши, що за його партнером стежили з використанням приладів нічного бачення.
У грудні Еплбаум повідомив Berliner Zeitung, що переконаний у тому, що за ним самим стежать, а в його берлінську квартиру проникли і скористалися його комп'ютером.
Еплбаум також є членом технічної ради Freedom of the Press Foundation.
Еплбаума кілька разів затримували в аеропортах з вилученням електронного обладнання. У 2010 році the Міністерство юстиції США добилося постанови суду, що зобов'язала Twitter надати дані щодо облікових записів користувачів, Еплбаума та ще декількох осіб, пов'язаних з Wikileaks. Twitter спромігся отримати можливість повідомити своїх користувачів, що їхні дані було запитано.
Еплбаум — атеїст, має єврейське походження, ідентифікує себе як квіра, і також анархіст.
Станом на 1 вересня 2015 року Еплбаум є аспірантом у Тані Ланж та Деніела Берстейна у Технічному університеті Ейдговена.